# Veladero
O Veladero é um vulcão na Cordilheira dos Andes, na província de La Rioja, com 6.436 metros de altura. Possui um grande sítio arqueológico em seu cume, feito em tempos pré-colombianos e foi escalado na era moderna pela primeira vez em 1986 por Antonio Beorchia Nigris em 9 de janeiro de 1986.